# Studierfähigkeit
Studierfähigkeit bezeichnet das Vorhandensein der Fähigkeiten, Fertigkeiten und Dispositionen, die Studierende benötigen, um erfolgreich an einer Hochschule zu studieren. Studierfähigkeit bezeichnet auch den formalen Nachweis zur Aufnahme eines Studiums: die Hochschulreife.
Der Begriff wird häufig im ausschließenden Sinne verwendet, um Zweifel an der Studierfähigkeit der Studienanfänger zu äußern. Zwar weisen Untersuchungen darauf hin, dass Personen ohne Abitur genauso erfolgreich studieren wie Abiturientinnen und Abiturienten (Dahm & Kerst, 2016; Greinert et al., 2022). Dennoch befürchten Lehrende, dass über die unterschiedlichen Zugänge ein Qualitätsverlust an Universitäten herbeigeführt wird (Huber, 1986). Die Öffnung der Hochschulen wird demzufolge von einer gewissen Skepsis begleitet, „da die Vielfalt der Studierenden oftmals als Gegenpol einer ‚Elitenausbildung‘ gilt. Heterogenität markiert in dieser Wahrnehmung mithin Studierende, deren Studierfähigkeit infrage steht“ (Seidel, 2014, S. 6). Mit der Sorge um den durch eine diverse Studierendenschaft herbeigeführten Qualitätsverlust ging stets die Forderung nach homogenen Gruppen und einer Begabtenauslese einher.
Die Studierfähigkeit wird vielfach gemeinsam mit der Studierbarkeit genannt. Während die Studierfähigkeit sich auf die individuelle Eigenschaft von Studierenden bezieht, ist die Studierbarkeit eine Eigenschaft von Studiengängen.

## Hochschulreife und Studierfähigkeit
In Deutschland und in der Schweiz wird die Studierfähigkeit formal mit der Hochschulreife bzw. Maturität festgestellt. In Österreich ist die Studierfähigkeit ein Ziel der Matura.
Die Vorbereitung auf das Studium in der Sekundarstufe II ist laut der Lehrerfortbildung Baden-Württemberg (2004) dann erfolgreich, wenn es die folgenden Kompetenzen bei Schülern erzeugt:
- inhaltlich-sachbezogen: fachliche Kenntnisse aller Art […]: Beherrschung der Verkehrssprache, Mathematisierungskompetenz, fremdsprachliche Kompetenz, IT-Kompetenz, Selbstregulation des Wissenserwerbs;
- methodisch-formal: wissenschaftsbezogene Medien- und Methodenkompetenzen sowie Arbeitstechniken […], Differenzierungsvermögen (Wesentliches von Unwesentlichem unterscheiden können, Gemeinsamkeiten und Unterschiede erkennen) etc.;
- sozial: Verantwortung, Kooperations- und Kommunikationsfähigkeit etc.;
- personal: Ausdrucksvermögen, Bekenntnis zur Rationalität, Dispositionen wie Arbeitsdisziplin, Lernbereitschaft, Selbstständigkeit, Ausdauer, Genauigkeit etc.[9]

## Studienberechtigung und Studierfähigkeit
Idealerweise besitzen Menschen durch die Hochschulzugangsberechtigung die oben genannten Kompetenzen. Dann sind sie tatsächlich in einem umfassenden Sinn studierfähig. Allerdings stellte die deutsche Hochschulrektorenkonferenz bereits 1995 fest, dass „die Aussagefähigkeit des Abiturs als Indikator für die allgemeine, auf alle Studienfächer bezogene Studierfähigkeit nicht mehr hinreichend gegeben ist.“
Der Erziehungswissenschaftler Volker Ladenthin behauptete 2018 sogar: „Der Übergang von der Schule auf die Universität ist hochgradig gestört. Zwischen Abitur und Universität entsteht eine neue Schulart – die das nachholt oder überhaupt erst einmal thematisiert, was in den Lehrplänen der Schule steht. Das Gymnasium erfüllt gar nicht mehr die Aufgabe, die man ihm aufgetragen hat: Studierfähigkeit.“ Ladenthin fokussiert in seiner Kritik vor allem auf Textverständnis und attestiert den Anfangssemestern seines Studiengangs sowohl Mängel in der Orthografie als auch in der Texterschließung, in der Urteilsbildung sowie im Transfer.
Fächerübergreifend wird des Weiteren bemängelt, dass es vielen Abiturienten schwer falle, sich intensiv und ohne Ablenkung auf eine Sache zu konzentrieren und Faktenwissen auch in großen Mengen auswendig zu lernen. Dadurch, dass an vielen Hochschulen Kofferklausuren zugelassen sind, hat sich allerdings die Bedeutung der Fähigkeit verringert, auswendig gelernte Sachverhalte wortgetreu wiedergeben zu können. Die Projektgruppe „Hamburger Modell Studierfähigkeit“ um Ivo van den Berk gibt 2016 zu bedenken, dass Aussagen über die (mangelhafte) Studierfähigkeit noch zu wenig auf empirische Daten fußen.
Zur Überprüfung der allgemeinen oder fachspezifischen Studierfähigkeit wurden Studierfähigkeitstests als Eingangstests (in Deutschland vor allem für Medizin) vor der Aufnahme an einer Hochschule entwickelt.

## Studierfähigkeit und sozialer Ausschluss
Eine Forschungsarbeit von Fellner (2025) verdeutlicht, dass der Begriff der Studierfähigkeit im ausschließenden Sinne verwendet wird. Abhängig vom politischen und ökonomischen Bedarf an akademisch ausgebildeten Berufsgruppen wurden die Prüfungsmodalitäten seit Einführung der Reifeprüfung laufend abgewandelt: Gab es eine hohe Nachfrage nach Akademikern, wurden die Prüfungsbestimmungen der Reifeprüfung gelockert, bei einem subjektiv wahrgenommenen Überschuss demgegenüber verschärft. Somit gestalteten sich die Anforderungen zum Erwerb der Reifeprüfung im historischen Vergleich höchst unterschiedlich. Die Exklusion bestimmter Bevölkerungsgruppen aus dem Hochschulbereich ist auch darauf zurückzuführen, dass die jeweils herrschenden Machthaber über die Definitionsmacht von Konzepten wie Hochschulreife, Studieneignung oder Studierfähigkeit verfügten. Infolgedessen ist es der privilegierten Klasse möglich, eine höhere Passung zu den institutionellen Erwartungen zu erzielen und ihre soziale Stellung zu festigen. Studierfähigkeit lässt sich demnach als die Fähigkeit definieren, epochenspezifische Kulturtechniken, die für den Hochschulkontext relevant sind, zu erwerben und zur Schau zu stellen (Fellner, 2025). Vor diesem Hintergrund stellte Wolter (1989) fest, dass Bildung, Leistung und Studierfähigkeit „zumeist nur so etwas wie symbolische Begriffe, ›code-words‹ [sind], die auf tieferliegende Struktur- und Entwicklungsprobleme verweisen“ (S. 27). Dass der Begriff der Studierfähigkeit grundsätzlich relational zu verstehen ist, zeigt sich auch in den unterschiedlichen Positionen zur Frage, ob Studierfähigkeit schon zu Studienbeginn vorliegen sollte oder erst mit Studienabschluss nachgewiesen wird (Kerst & Wolter, 2022; Köller, 2013). Ebenso divergiert die Forschung in der Frage, wie Studierfähigkeit zustande kommt. Die einen sind der Auffassung, dass Studierfähigkeit – ähnlich wie Intelligenz – auf eine genetische Prädisposition zurückzuführen sei, während andere für ihre Entwicklungsfähigkeit plädieren (Bosse & Trautwein, 2014; Stern & Neubauer, 2013).

## Studierenergie
In einem Teilprojekt des Hamburger Modells zur Studierfähigkeit führten van den Berk et al. (2016) unter Bezugnahme auf das Handlungsmodell von Nitsch und Hackfort (1981) den Begriff der »Studierenergie« für die subjektiv wahrgenommene Studierfähigkeit und die individuelle Einschätzung des Handlungsspielraums ein. Unter Studierenergie verstehen sie das Ergebnis der »Passung individueller Valenzen und Kompetenzen mit der Anforderungsstruktur der Lern- und Studienumgebung« (S. 46). Die Handlungsvalenz kommt durch die »Interaktion der studentischen Motivationen mit den Merkmalen der Lehr-Lernumgebung« (S. 47) zustande, die wiederum durch das universitäre Angebot, berufliche Ambitionen und der Selbstwirksamkeitserwartung beeinflusst wird. Die Handlungskompetenz wird als »Kongruenz geforderter und vorhandener Kompetenzen unter Berücksichtigung kompensatorischer Möglichkeiten« (ebd.) bezeichnet. Das Ausmaß der vorhandenen Studierenergie wirkt sich in weiterer Folge auf die Studienperformanz aus.
Im Gegensatz zur ursprünglichen Konzeption nach van den Berk et al. (2016) geht Fellner (2025) davon aus, dass Studierenergie nicht ausschließlich durch die Passung zwischen individuellen Ausgangssituationen und institutionellen Studienanforderungen zustande kommt, sondern auch strukturelle Faktoren die Passungsverhältnisse wesentlich beeinflussen. Je nach zur Verfügung stehenden Kapitalien und kontextuellen Bedingungen kommen Studierende im Prozess gut voran – oder schätzen den Aufwand im Vergleich zum »Gewinn« als so hoch ein, dass sich eine Hemmschwelle zur Bewältigung der Aufgabe entwickelt. Übersteigt die Einschätzung der Anforderung das gebotene Energieniveau oder erfordern andere Bereiche eine erhöhte Aufmerksamkeit, so kann dies zur Studienunterbrechung oder gar zum Studienabbruch führen. Daher zeigt sich, dass die Herstellungsbedingungen der Studierfähigkeit dynamisch zu betrachten sind, da eine neu hinzukommende Relation die Bedingungen zur Aufrechterhaltung der Studierfähigkeit verändern können. So wird den Studierenden eine je differente »Studierenergie« abverlangt: Ist die Passung zu Studienbeginn hoch, sinkt der benötigte Aufwand zur Erreichung der normativen Erwartungen; bei einem geringen Passungsverhältnis ist hingegen von einem erhöhten Energiebedarf auszugehen. Abhängig von den Passungsverhältnissen, der zur Verfügung stehenden Handlungsstrategie und der Anforderungsstruktur der Lern- und Studienumgebung werden den Studierenden unterschiedliche Leistungen und damit verbundene Anstrengungen abverlangt.

## Studierfähigkeit als Prozess
Gabi Reinmann wies 2016 darauf hin, dass die Studierfähigkeit eines Menschen, wie alle seine Fähigkeiten, nichts Statisches, sondern entwicklungsfähig sei. Hochschulen seien verpflichtet, die Entwicklung der Studierfähigkeit ihrer Studierenden zu fördern. Schon früher hat Ludwig Huber darauf hingewiesen, dass Studierfähigkeit auf den gesamten Studienverlauf bezogen und entwickelt werden muss. So fasst er Studierfähigkeit als „Ensemble von Fähigkeiten, [um] (…) ein Studium erfolgreich zu beginnen, durchzuführen und abzuschließen.“
Das von 2014−2018 vom BMBF geförderte StuFHe-Projekt (Studierfähigkeit – institutionelle Förderung und studienrelevante Heterogenität) identifizierte unterschiedliche Angebotstypen zur Entwicklung der Studierfähigkeit, die auf verschiedene Aspekte der Studienanforderungen ausgerichtet sind und die unterschiedlich stark im Curriculum verankert sind:
- Am stärksten nachgefragt und von den Studierenden sehr positiv bewertet waren Einführungsveranstaltungen in die Hochschule und den jeweiligen Studiengang (z. B. Orientierungskurse, Einführungswoche).
- Ebenfalls häufig besucht und positiv bewertet wurden Veranstaltungen zur Vermittlung von Fachwissen, um vorhandene Lücken zu schließen (z. B. Vorkurse, Brückenkurse, Fachtutorien).
- Weniger häufig besucht – aber besonders positiv bewertet – wurden von Studierenden Angebote, die auf die Anwendung von Inhalten abzielten, wie z. B. Projektarbeit.
- Geringer fiel die Teilnahme an Angeboten aus, die gezielt Unterstützung für personale, lernbezogene Anforderungen bieten (z. B. Mentoring-Programme, Beratungsdienstleistungen), was einerseits am individuellen Bedarf, andererseits an der Verfügbarkeit liegen könnte. Wurden sie jedoch in Anspruch genommen, war die studentische Bewertung positiv.[24]